# Джон Вітлінгер
Джон Вітлінгер (англ. John Whitlinger; нар. 4 лютого 1954) — колишній американський тенісист.
Найвищу одиночну позицію світового рейтингу — 75 місце досяг 2 червня 1975, парну — 854 місце — 3 січня 1983 року.
Здобув 1 парний титул.
Завершив кар'єру 1982 року.

## Фінали за кар'єру

### Парний розряд (1–6)
| Результат | W/L | Дата     | Турнір                  | Покриття | Партнер        | Суперники                           | Рахунок       |
| --------- | --- | -------- | ----------------------- | -------- | -------------- | ----------------------------------- | ------------- |
| Поразка   | 0–1 | Сер 1974 | Мастерс Цинциннаті, США | Тверде   | Джеймс Ділейні | Дік Делл Шервуд Стюарт              | 6–4, 6–7, 2–6 |
| Поразка   | 0–2 | Лип 1975 | Чикаго, США             | Килим    | Майк Кейгілл   | Джон Александер Філ Дент            | 3–6, 4–6      |
| Поразка   | 0–3 | Кві 1976 | Сакраменто, США         | Килим    | Майк Кейгілл   | Том Гормен (тенісист) Шервуд Стюарт | 6–3, 4–6, 4–6 |
| Поразка   | 0–4 | Сер 1976 | Бостон, США             | Ґрунт    | Майк Кейгілл   | Рей Раффелз Аллан Стоун             | 6–3, 3–6, 6–7 |
| Перемога  | 1–4 | Вер 1976 | Бермудські Острови      | Ґрунт    | Майк Кейгілл   | Дік Крілі Рей Раффелз               | 6–4, 4–6, 7–6 |
| Поразка   | 1–5 | Тра 1977 | Мюнхен, Німеччина       | Ґрунт    | Нікола Шпер    | Франтішек Пала Балаж Тароці         | 3–6, 4–6      |
| Поразка   | 1–6 | Жов 1977 | Перт, Австралія         | Тверде   | Нік Савіано    | Рей Раффелз Аллан Стоун             | 2–6, 1–6      |